# إميل أوسان
إميل أوسان (بالألمانية: Emil Osann) (و. 1787 – 1842 م) هو طبيب، وأستاذ جامعي، وعالم وظائف الأعضاء ألماني، ولد في فايمار، كان عضوًا في الأكاديمية الألمانية للعلوم ليوبولدينا، توفي في برلين، عن عمر يناهز 55 عاماً.

## التعليم
تعلم في جامعة غوتينغن، وتعلم في جامعة ينا
.